# Цыганков, Геннадий Дмитриевич
Генна́дий Дми́триевич Цыганко́в (16 августа 1947, Ванино, Хабаровский край, РСФСР, СССР — 16 февраля 2006, Санкт-Петербург, Россия) — советский хоккеист и тренер, заслуженный мастер спорта СССР (1972).

## Биография
Закончил 8-летнюю школу № 33 (ныне школа № 2) в п. Ванино, Хабаровского края. Начинал играть в хоккей с мячом мальчишкой в «Воднике» (Ванино). Затем — служба в армии (6 месяцев служил в ПВО). В 1969 попал в СКА (Хабаровск), откуда его забрали в ЦСКА.
Выступал за СКА (Хабаровск), ЦСКА, СКА (Ленинград). С 1971 — в составе сборной СССР.
Выступал на позиции правого защитника, в 1971—1973 г.г — правого «полузащитника» в альтернативной расстановке («Системе»), использованной Анатолием Тарасовым, чтобы продлить «игровой век» Александра Рагулина. Несколько лет в качестве «наставника» играл в паре с юным Вячеславом Фетисовым.
Член КПСС с 1976 года. После окончания игровой карьеры работал в детской спортивной школе ЦСКА (Москва), тренировал команду первой лиги СКА (Свердловск). В сезонах 1989-90 и 1990-91 годов возглавлял СКА (Ленинград). Потом работал в детской хоккейной школе «Спартак», заместителем директора и тренером-консультантом по хоккею школы-интерната № 357 «Олимпийские надежды».
С 2000 года работал заместителем директора Спортивной школы олимпийского резерва в Санкт-Петербурге.
Полковник запаса.
Скончался в 2006 году от рака. Похоронен на Серафимовском кладбище.

## Увековечение
Именем Геннадия Цыганкова в мае 2015 года был назван теплоход проекта «Капитан Гришин» (порт приписки Ванино).
Именем Геннадия Цыганкова названа улица в п.г.т. Ванино и ледовая арена.
В 2016 году игровой стяг Геннадия Цыганкова подняли под своды «Платинум Арены» в Хабаровске

## Достижения
- Чемпион Олимпийских игр, 1972 и 1976
- Чемпион мира, 1971, 1973, 1974, 1975, 1978, 1979. Серебряный призёр ЧМ 1972, 1976. Бронзовый призёр ЧМ 1977. На ЧМ и ЗОИ провел 91 матч, забросил 10 шайб.
- Чемпион СССР, 1970-73, 1975, 1977-79. Серебряный призёр 1974, 1976. В чемпионатах СССР — 362 матча, 52 шайбы.
- Обладатель Кубка СССР 1973, 1977
- Участник Суперсерии-72
- Обладатель Кубка Вызова, 1979

## Награды
- орден Трудового Красного Знамени (07.07.1978)
- орден «Знак Почёта» (1975)
- медаль «За трудовую доблесть» (03.03.1972)
- почётный знак «За заслуги в развитии физической культуры и спорта» (2002)